# لاري مكوي
لاري مكوي (بالإنجليزية: Larry McCoy)‏ هو مهندس أمريكي، ولد في 18 أغسطس 1942، وتوفي في 4 سبتمبر 1979.